# Sidi Mahrez

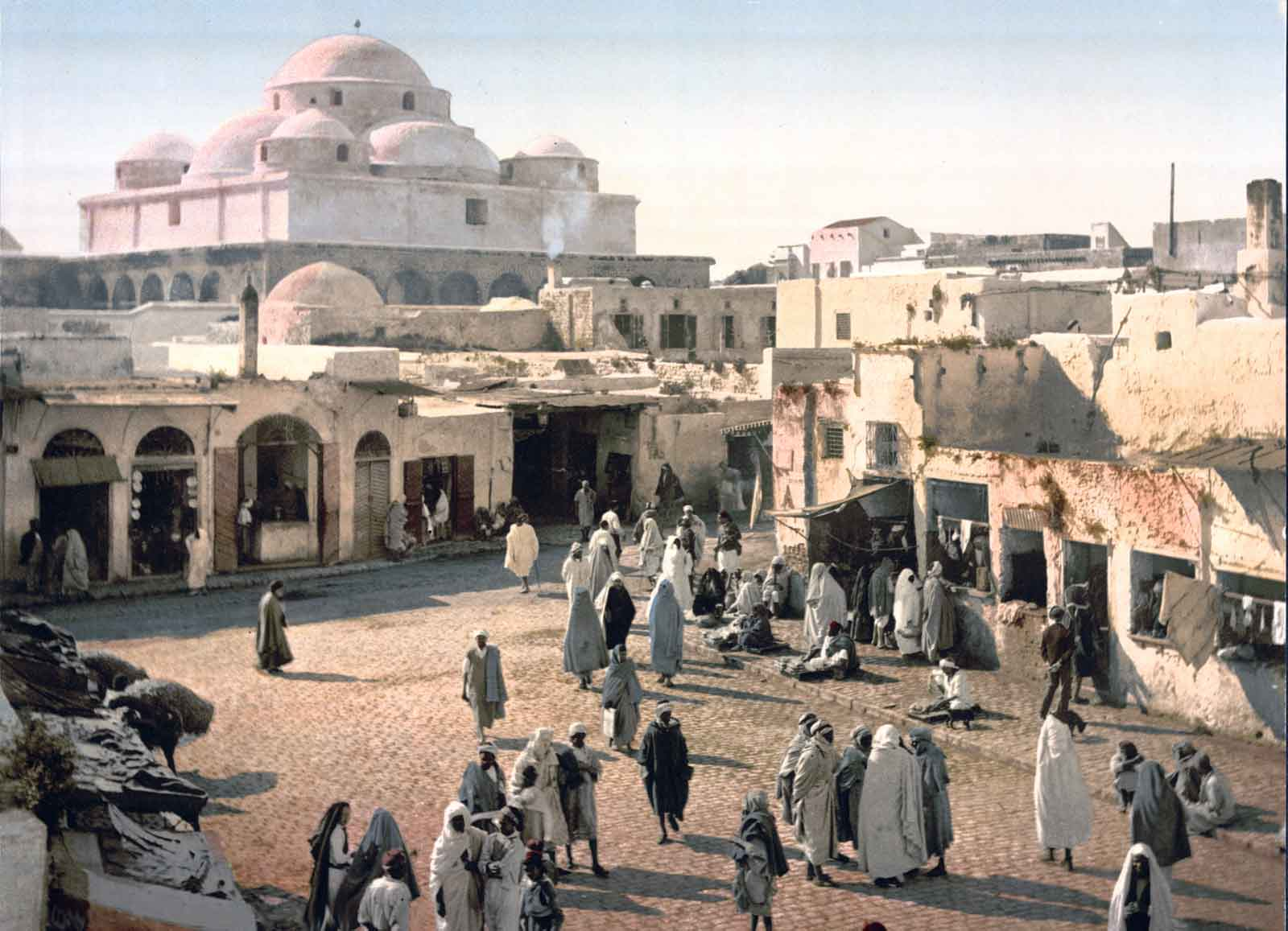
Bab Souika in 1890, met de naar Sidi Mahrez vernoemde moskee.

Sidi Mahrez (Arabisch: سيدي محرز) (Ariana, 951 - Tunis, 1022), voluit Sidi Mahrez ben Khalaf of Abu Mohamed Mahrez ben Khalaf ben Zayn, was een Tunesische wali, geleerde van de Maliki-school voor jurisprudentie en een kadi. Hij wordt beschouwd als de patroonheilige van de stad Tunis.
Hij was de zoon van een Arabische vader, die een nakomeling zou zijn van Aboe Bakr. Sidi Mahrez studeerde in Kairouan en vervolgens in het Egypte van het kalifaat van de Fatimiden. Bij zijn terugkeer werd hij leraar Maliki-jurisprudentie. Op 57-jarige leeftijd verliet hij zijn geboortestad en ging hij in afzondering in Carthago.
In 1014 vestigde Sidi Mahrez zich in Tunis, in een huis in Bab Souika, dat later zijn mausoleum en weer later de Sidi Mahrez-moskee zou worden. Voor zijn dood stichtte hij nog de Hara, oftewel het Jodenkwartier van Tunis.